# Gunnar Bakke
Gunnar Bakke (24 d'octubre de 1959) és un polític noruec del Partit del Progrés, i actualment l'alcalde de la ciutat de Bergen, Noruega.